# Basilika St. Michael (Absam)

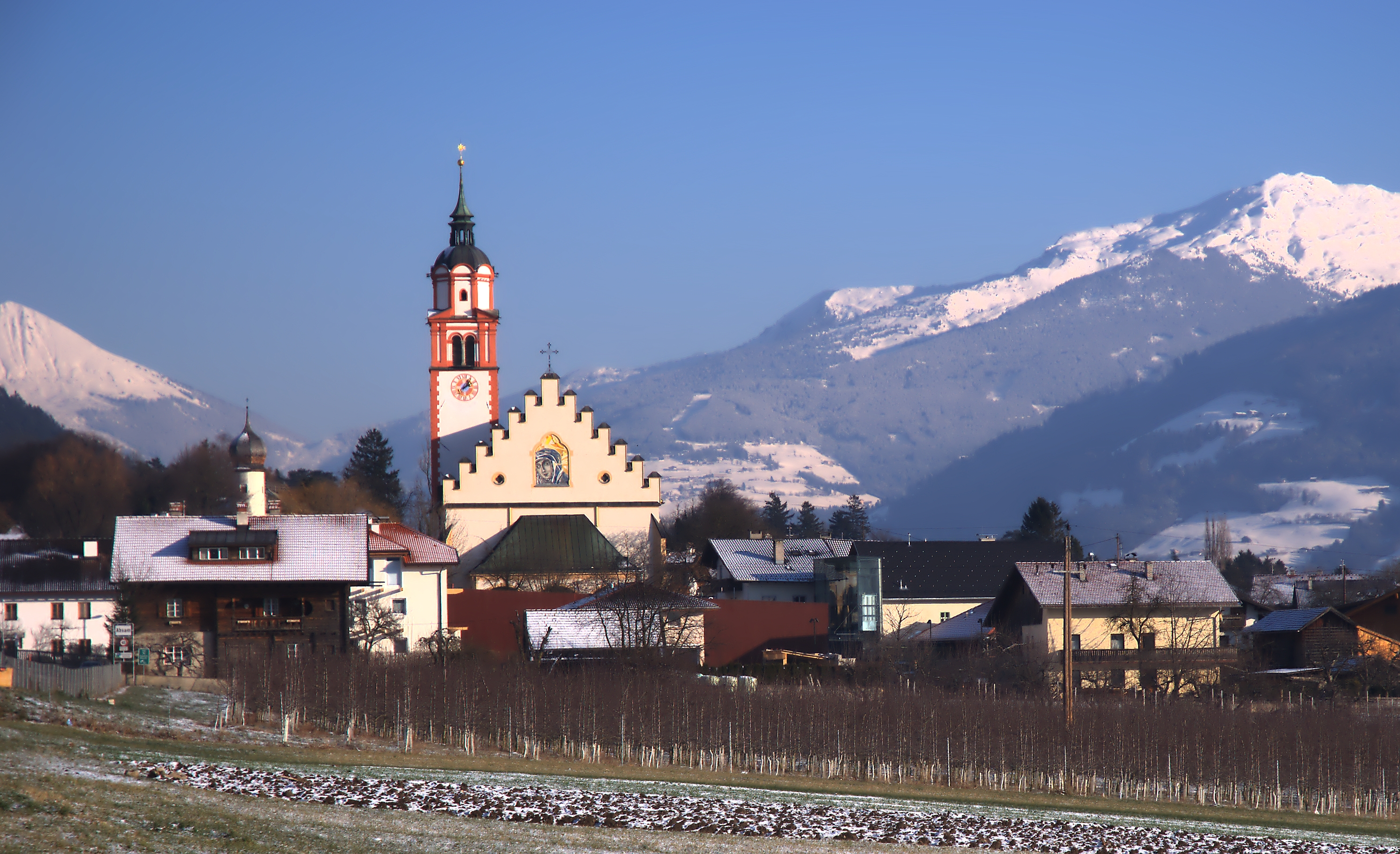
Basilika St. Michael über den Dächern von Absam

Die Basilika St. Michael in Absam im österreichischen Bundesland Tirol, auch Marienbasilika Absam genannt, ist eine römisch-katholische Pfarrkirche und die bedeutendste Marien-Wallfahrtsstätte Tirols. Sie wurde am 24. Juni 2000 von Papst Johannes Paul II. zur Basilica minor erhoben. Kirchenrechtlich gehört sie zur Diözese Innsbruck.

## Geschichte

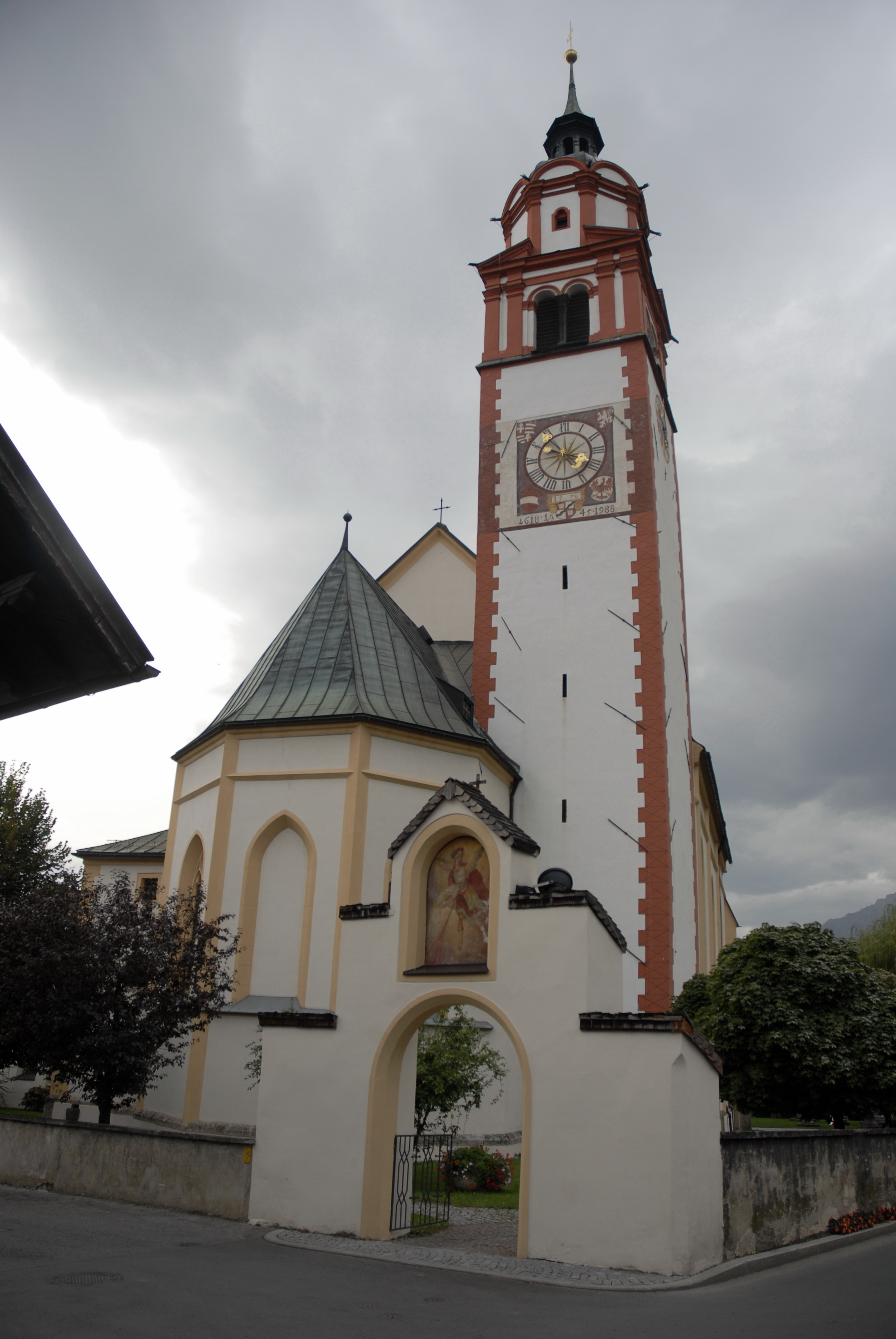
Blick auf den Turm

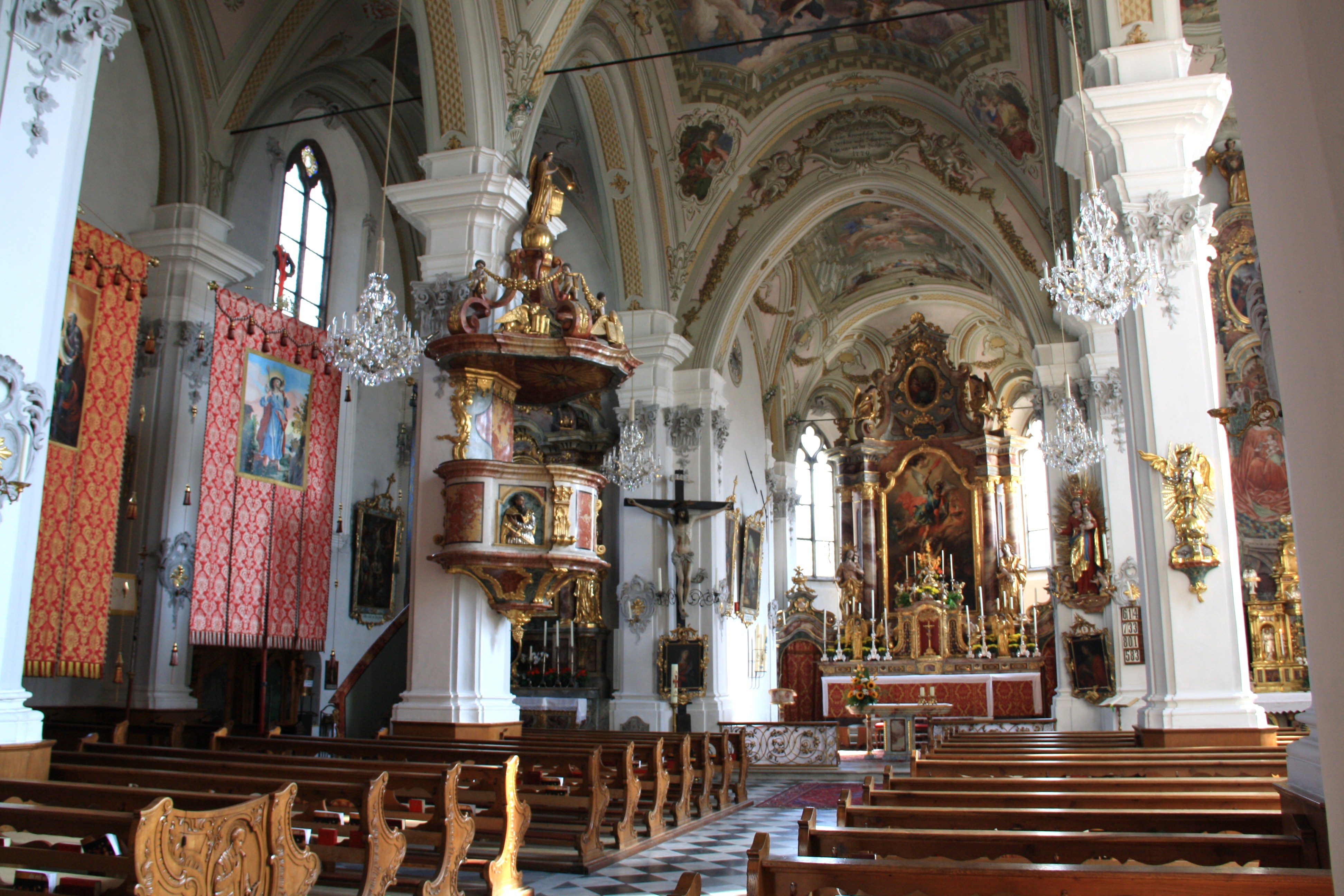
Blick durch den Kirchenraum

Es gilt als erwiesen, dass die Kirche eine augsburgische Gründung ist; dafür spricht unter anderem das Patrozinium des Erzengels Michael, der im Bistum Augsburg besonders verehrt wurde. Verschiedene Indizien, so der alte Grundbesitz der Pfarrei, deuten darauf hin, dass die Absamer Michaelskirche bereits seit dem 9. Jahrhundert bestand. Die früheste urkundliche Erwähnung stammt aber erst aus dem Jahr 1331.  
Die ursprüngliche Kirche wurde 1413 von Bayern niedergebrannt und 1420 bis 1440 als dreischiffige spätgotische Hallenkirche wieder aufgebaut.  Mittelalterliche Ausstattungsstücke sind ein gemalter Altar von 1470 und ein spätgotisches Kruzifix, das Fiegersche Kreuz von 1492. 
Im 15. Jahrhundert wurde die Pfarrei nach Hall in Tirol verlegt, die Michaelskirche wurde eine Filialkirche und infolgedessen vernachlässigt. Auch die Seelsorge wurde nicht mehr umfassend betrieben. Nach etlichen Klagen der Absamer konnte schließlich 1653 ein Kaplan bestellt werden, was dem Gemeindeleben wieder Auftrieb gab. Ein Erdbeben 1670 zog auch die Kirche in Mitleidenschaft. Der Turm musste restauriert werden. Dabei wurde in 46 Wochen Umbau die Dachpyramide durch eine Laterne ersetzt. 
Im 18. Jahrhundert wurde die Kirche barockisiert. Die Fresken stammen von Josef Anton Zoller (1779). 1871 wurde das Dachmaterial ausgetauscht; die Laterne ist seitdem kupfergedeckt. Die Vorhalle wurde 1898 geschaffen.

## Orgel

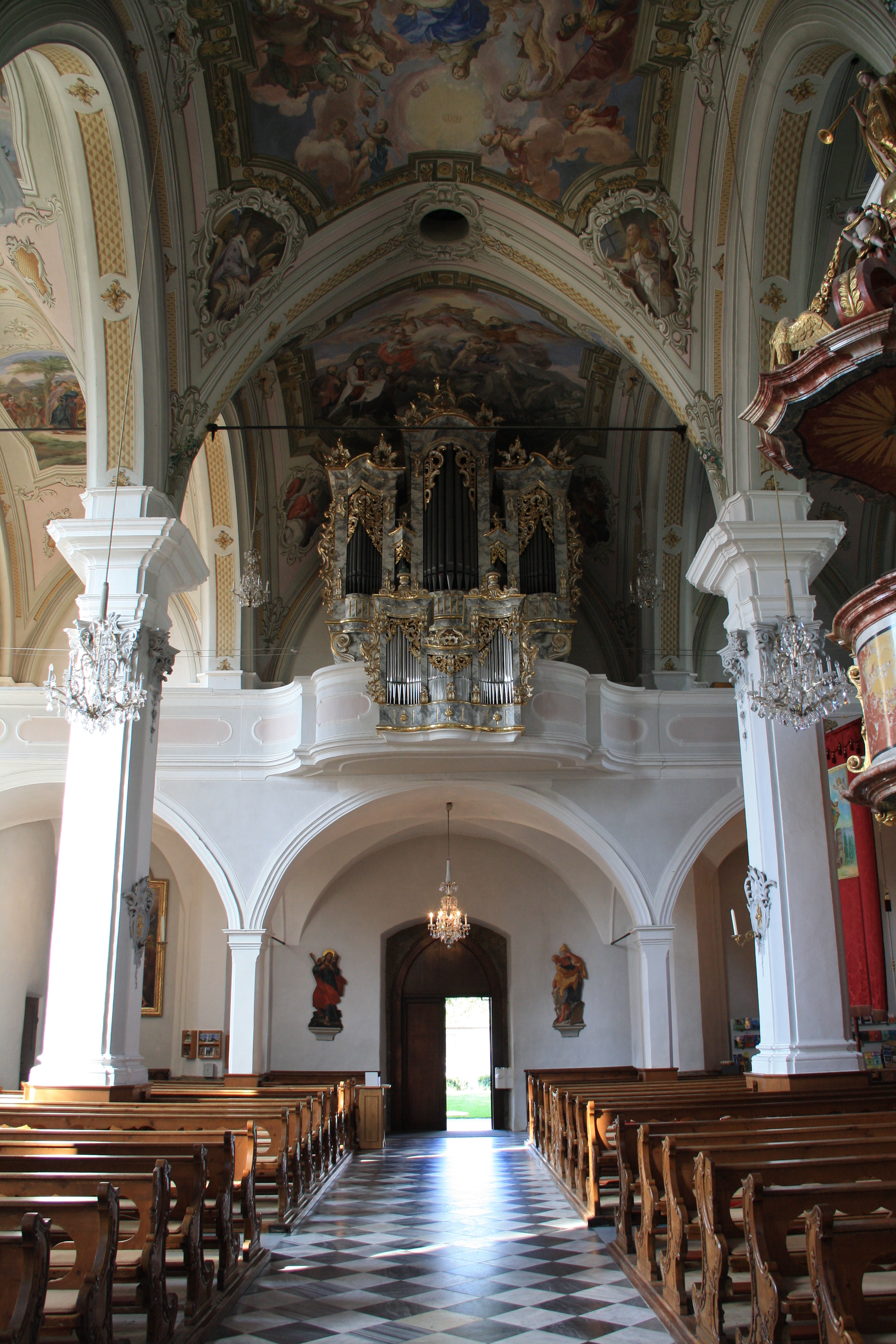
Blick in die Gewölbe und auf die Orgel

Die Orgel wurde 1776 von dem Orgelbauer Johann Anton Fuchs erbaut. Unter der Anleitung des Konsulenten des Bundesdenkmalamts, dem Orgelsachverständigen Egon Krauss, wurde das Instrument im Jahre 1948 von Johann Pirchner erstmals restauriert. Im Jahre 2002 wurde das Instrument von dem Christian Erler (Schlitters/Zillertal) überholt und von dem Orgelbauer Vier intoniert. Es hat 23 Register auf zwei Manualen und Pedal. Die Trakturen sind mechanisch.
| I Hauptwerk C–(Kurze Oktave)–f3 |            |       |
| 1.                              | Principal  | 8′    |
| 2.                              | Mixtur IV  | 1′    |
| 3.                              | Cornet III | 1 ⁄2′ |
| 4.                              | Superoctav | 2′    |
| 5.                              | Quint      | 3′    |
| 6.                              | Octav      | 4′    |
| 7.                              | Flöte      | 4′    |
| 8.                              | Copl       | 8′    |
| 9.                              | Gamba      | 8′    |
| 10.                             | Viola      | 8′    |

| II Positiv C,D,E,F,G,A–f3 |                 |       |
| 11.                       | Principal       | 4′    |
| 12.                       | Mixtur III      | 1′    |
| 13.                       | Quint           | 1 ⁄2′ |
| 14.                       | Superoctav      | 2′    |
| 15.                       | Flöte           | 4′    |
| 16.                       | Principal piano | 8′    |
| 17.                       | Copl            | 8′    |

| Pedal C,D,E,F,G,A–a0 |                 |     |
| 18.                  | Subbass gedeckt | 16′ |
| 19.                  | Subbass offen   | 16′ |
| 20.                  | Octavbass       | 8′  |
| 21.                  | Quintbass       | 6′  |
| 22.                  | Pombart         | 16′ |
| 23.                  | Posaun          | 8′  |

## Glocken

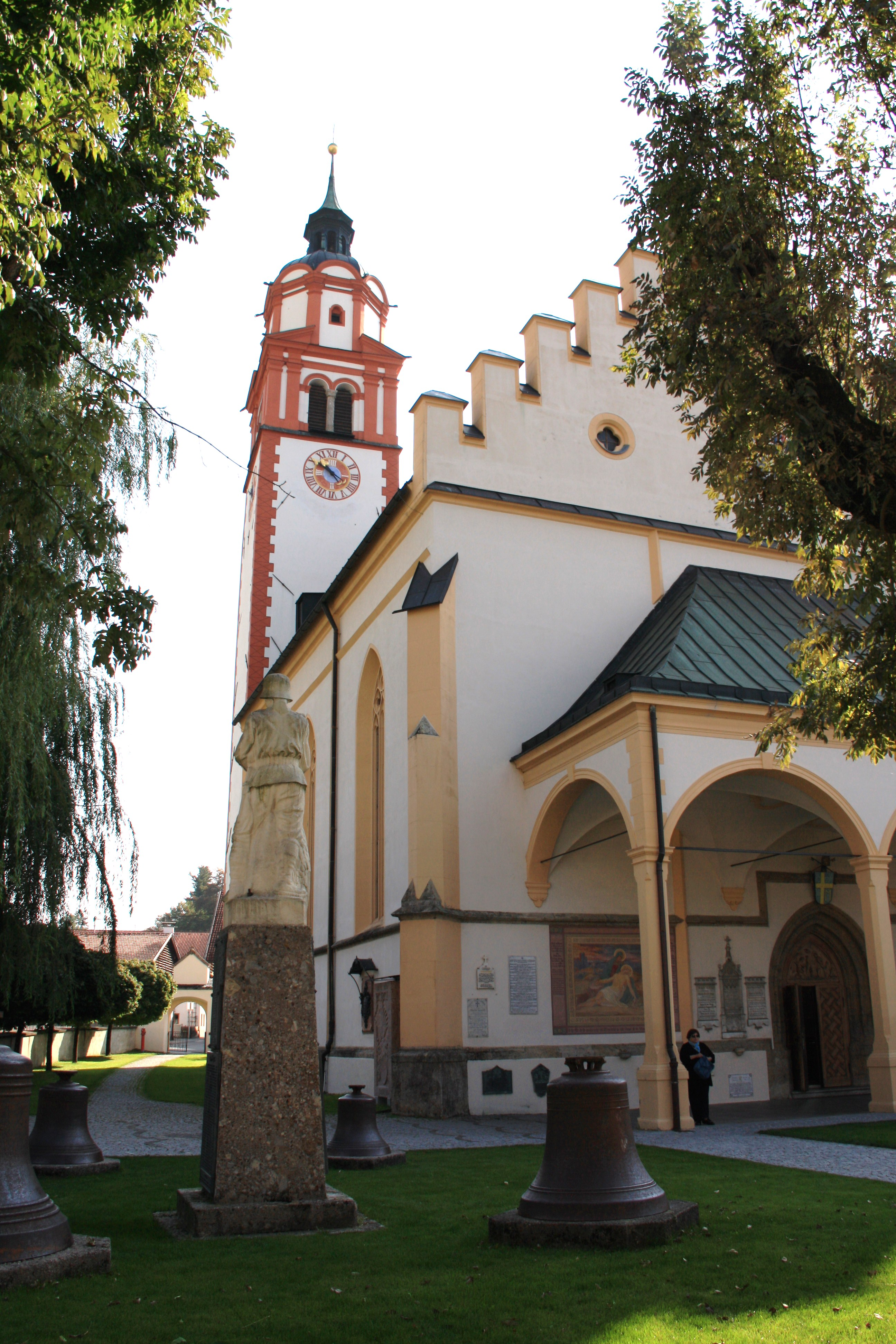
Basilika Absam, im Vordergrund: die vier alten Glocken der Böhlerwerke

Das heutige Geläute wurde von der Innsbrucker Glockengießerei Grassmayr 1958 gegossen, nachdem das alte Geläute der Böhlerwerke weichen musste. Diese vier alten Glocken stehen heute vor der Kirche.
| Glocke Nr. | Gießer               | Gussjahr | Nominal |
| ---------- | -------------------- | -------- | ------- |
| 1          | Grassmayr, Innsbruck | 1958     | H0      |
| 2          | Grassmayr, Innsbruck | 1958     | d1      |
| 3          | Grassmayr, Innsbruck | 1958     | fis1    |
| 4          | Grassmayr, Innsbruck | 1958     | a1      |
| 5          | Grassmayr, Innsbruck | 1958     | h1      |

## Gnadenbild und Marienwallfahrt

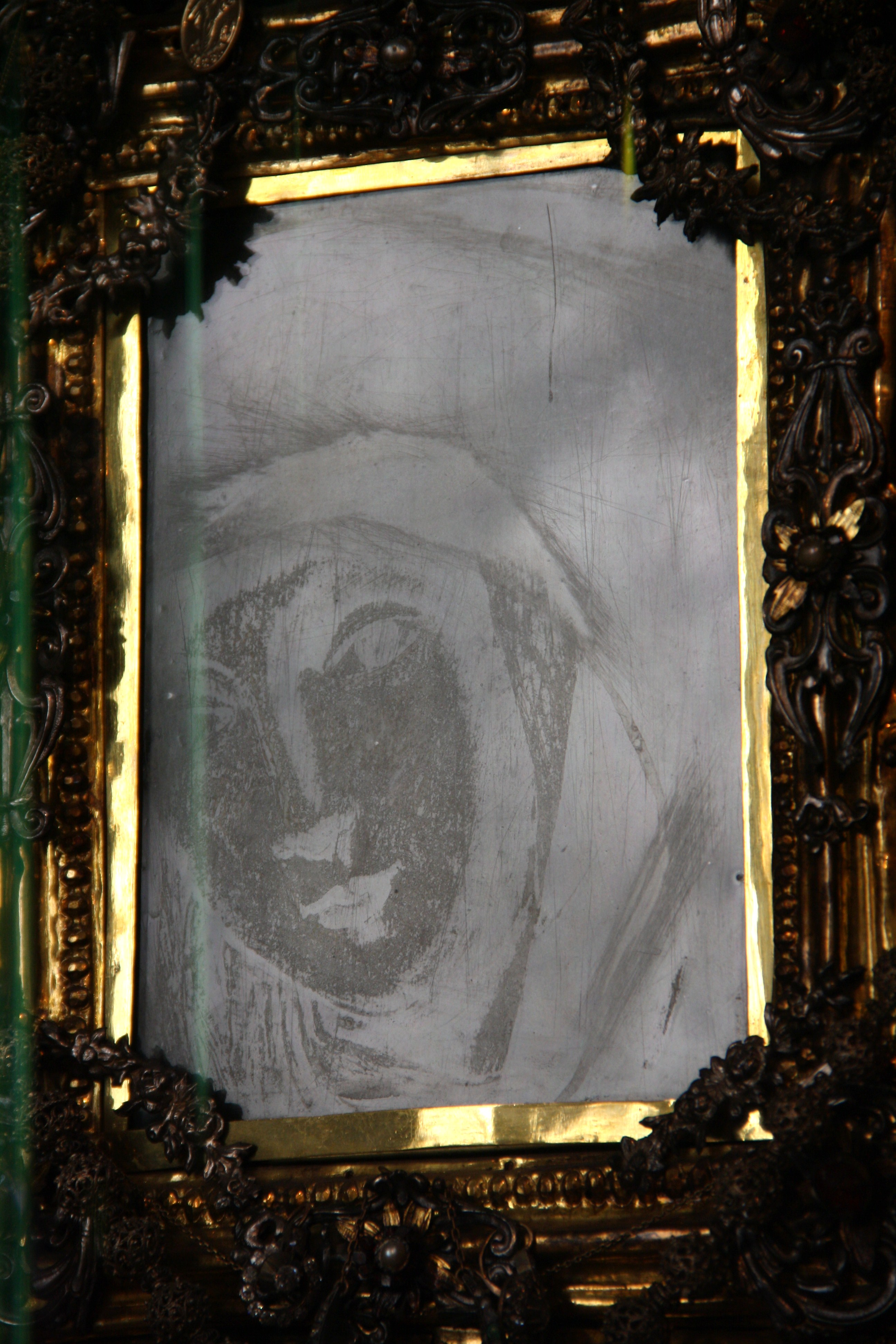
Gnadenbild

Die Absamer Marienwallfahrt geht auf ein Ereignis am 17. Jänner 1797 zurück. Damals erschien laut zeitgenössischer Überlieferung auf der Fensterscheibe eines Bauernhauses ein nicht mit Händen gemalter Frauenkopf, der als Erscheinung der Gottesmutter Maria gedeutet wurde. Nach anfänglichem kirchlichem und staatlichem Einspruch und verschiedenen Überprüfungen wurde das Bild am 24. Juni 1797 feierlich mit einer Prozession in die Pfarrkirche übertragen. Dort wird es seitdem als Gnadenbild verehrt. Eine große Nachbildung wurde außen über dem Portal angebracht.
Wichtigste Wallfahrtstage sind der 17. Jänner (Tag der Erscheinung) und der 24. Juni (Tag des zweiten Kirchenpatrons St. Johannes). Weiterhin wird am 17. Tag jedes Monats an die Erscheinung der Muttergottes gedacht. Von Gebetserhörungen zeugen zahlreiche Votivtafeln in der Kirche. Sie ist die erste nichtklösterliche Kirche Tirols, die zur Basilika erhoben wurde. Grund der Erhebung war die Bedeutung der Wallfahrt.